# علیرضا یوسفی
علیرضا یوسفی (زادهٔ ۵ شهریور ۱۳۸۲ در قائمشهر) وزنه‌بردار ایرانی است که در بازی‌های المپیک تابستانی جوانان ۲۰۱۸ توانست مدال طلای فوق سنگین را بگیرد و عنوان قوی‌ترین پسر مسابقات را به دست آورد.
او قهرمان وزنه‌برداری جوانان جهان در سال ۲۰۲۲ و همچنین دارنده مدال برنز مسابقات قهرمانی جهان سال ۲۰۲۴ می‌باشد.

## نتایج
| سال                     | مکان                        | وزن          | یک‌ضرب (کیلوگرم) | یک‌ضرب (کیلوگرم) | یک‌ضرب (کیلوگرم) | یک‌ضرب (کیلوگرم) | دوضرب (کیلوگرم) | دوضرب (کیلوگرم) | دوضرب (کیلوگرم) | دوضرب (کیلوگرم) | مجموع        | رتبه         |
| سال                     | مکان                        | وزن          | ۱               | ۲               | ۳               | رتبه            | ۱               | ۲               | ۳               | رتبه            | مجموع        | رتبه         |
| قهرمانی جهان            | قهرمانی جهان                | قهرمانی جهان | قهرمانی جهان    | قهرمانی جهان    | قهرمانی جهان    | قهرمانی جهان    | قهرمانی جهان    | قهرمانی جهان    | قهرمانی جهان    | قهرمانی جهان    | قهرمانی جهان | قهرمانی جهان |
| ----------------------- | --------------------------- | ------------ | --------------- | --------------- | --------------- | --------------- | --------------- | --------------- | --------------- | --------------- | ------------ | ------------ |
| ۲۰۲۴                    | منامه، بحرین                | +109 kg      | ۱۸۴             | 191             | ۱۹۴             | ۵               | ۲۴۸             | ۲۵۸             | ۲۶۲             | 1               | ۴۵۶          | 3            |
| ۲۰۲۱                    | تاشکند، ازبکستان            | +109 kg      | ۱۷۳             | ۱۷۸             | ۱۸۳             | ۷               | ۲۳۰             | ۲۳۸             | 245             | ۵               | ۴۲۱          | ۷            |
| قهرمانی آسیا            |                             |              |                 |                 |                 |                 |                 |                 |                 |                 |              |              |
| ۲۰۲۳                    | جینگجو، کره جنوبی           | +109 kg      | ۱۷۶             | ۱۸۴             | ۱۹۰             | ۴               | ۲۳۶             | ۲۴۶             | 249             | 2               | ۴۳۶          | ۴            |
| بازی‌های همبستگی اسلامی  |                             |              |                 |                 |                 |                 |                 |                 |                 |                 |              |              |
| ۲۰۲۲                    | قونیه، ترکیه                | +109 kg      | ۱۷۱             | ۱۷۶             | ۱۸۱             | 3               | ۲۳۰             | 241             | 241             | 2               | ۴۱۱          | 2            |
| قهرمانی جوانان جهان     |                             |              |                 |                 |                 |                 |                 |                 |                 |                 |              |              |
| ۲۰۱۹                    | سووا، فیجی                  | +109 kg      | ۱۵۶             | ۱۶۳             | ۱۷۱             | ۴               | ۲۱۲             | ۲۲۵             | 233             | 2               | ۳۹۶          | 3            |
| ۲۰۲۲                    | هراکلیون، یونان             | +109 kg      | ۱۶۶             | ۱۷۱             | ۱۷۷             | 1               | ۲۱۵             | 239             | ۲۳۹             | 1               | ۴۱۶          | 1            |
| ۲۰۲۳                    | گوادالاخارا، خالیسکو، مکزیک | +109 kg      | ۱۷۳             | ۱۸۰             | --              | 1               | ۲۲۵             | 240             | ۲۴۰             | 1               | ۴۲۰          | 1            |
| بازی‌های المپیک نوجوانان |                             |              |                 |                 |                 |                 |                 |                 |                 |                 |              |              |
| ۲۰۱۸                    | بوئنوس آیرس، آرژانتین       | +85 kg       | ۱۵۰             | ۱۵۶             | ۱۶۲             | ۳               | ۲۰۲             | ۲۱۱             | ۲۱۸             | ۱               | ۳۸۰          | 1            |
| قهرمانی نوجوانان جهان   |                             |              |                 |                 |                 |                 |                 |                 |                 |                 |              |              |
| ۲۰۱۸                    | گرگانج، ازبکستان            | +94 kg       | ۱۳۶             | ۱۴۱             | ۱۴۴             | 1               | ۱۷۶             | ۱۸۶             | 195             | 1               | ۳۳۰          | 1            |